# Gamze Tazim
Gamze Tazim (L'Aia, 28 gennaio 1989) è un'attrice olandese.

## Filmografia

### Film
- Mixed Kebab - Elif (2012)
- Gangsterboys -  Serpil (2010)
- Anubis en de wraak van Arghus - Noa (2009)
- Anubis: Het pad der 7 zonden - Noa (2008)

### Serie Televisive
- Malaika - Esra Yildiz (2013)
- Seinpost Den Haag - Esin Aytac (2011)
- Van God Los - Meriban (2011)
- Het Huis Anubis - Noa van Rijn (2008 - 2009)